# Tektonische Entwicklung des indischen Subkontinents

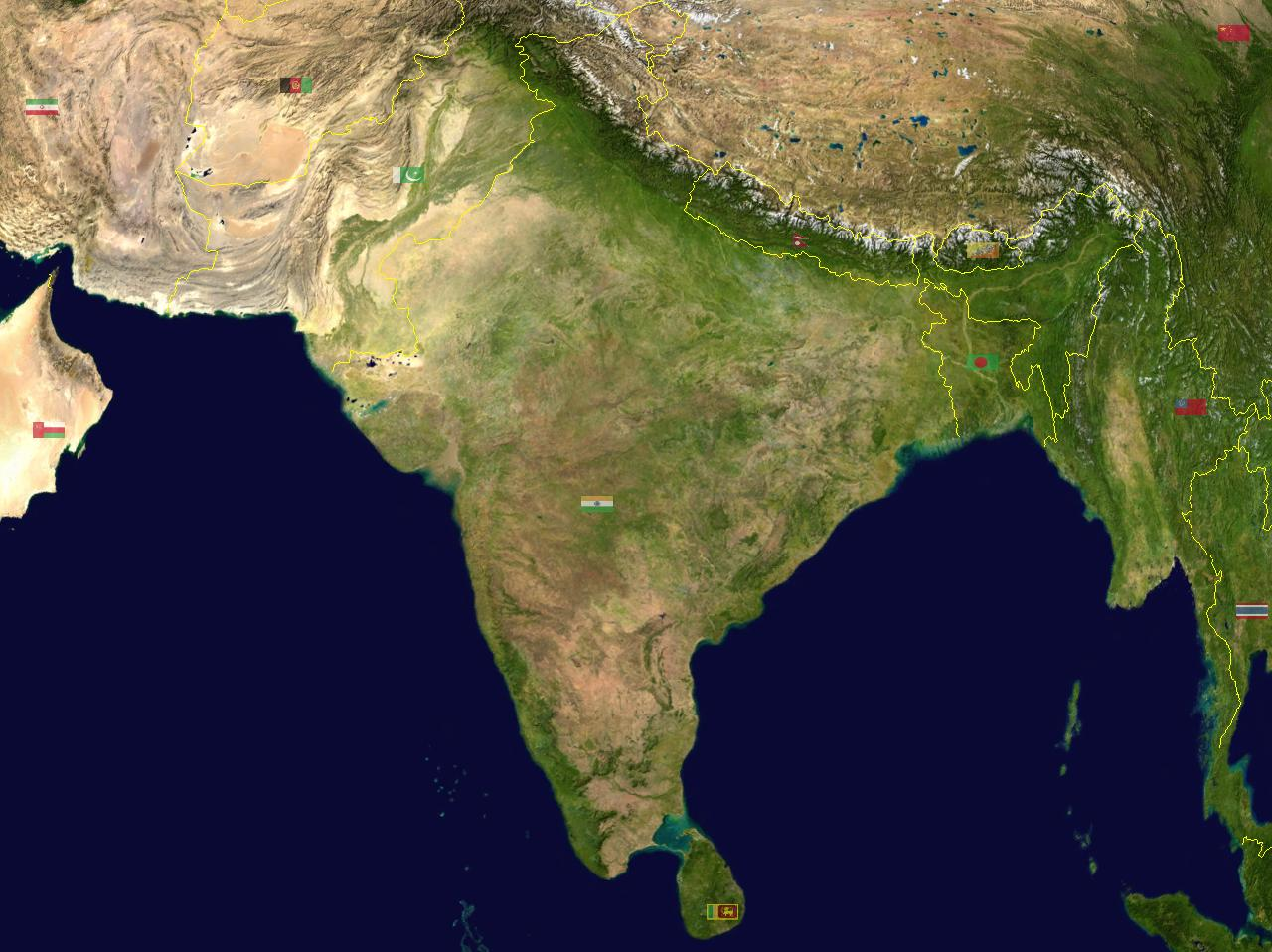
Satellitenahme vom heutigen indischen Subkontinent

Die Tektonische Entwicklung des indischen Subkontinents war ein langwieriger erdgeschichtlicher Prozess. Er begann im Mesoarchaikum vor ca. 3 Milliarden Jahren. Die ersten frühindischen kratonischen Bestandteile lassen sich im hypothetischen Kontinent Ur zurückverfolgen. Es folgte einen Vielzahl von Kollisionen mit anderen Kontinentalblöcken sowie deren erneutem Zerfall und schließlich die Bildung des heutigen indischen Subkontinents auf der Indischen Platte. Maßgeblich hierfür waren plattentektonische Prozesse. Auch der heutige indische Subkontinent ist diesen weiterhin ausgesetzt, nachdem er im Paläozän ab 57 mya mit der Eurasischen Platte zu kollidieren begann und sich weiterhin nordwärts bewegt. Diese tektonischen Abläufe können verschiedenen Entwicklungen von Superkontinenten zugeordnet und entsprechen dem Wilson-Zyklus.
Durch diese Konvergenz entstand eine typische kontinentale Kollisionszone, die den Gebirgszug des Himalayas und das tibetische Hochland umfasst.

## Tektonische Situationen von Ur bis Columbia

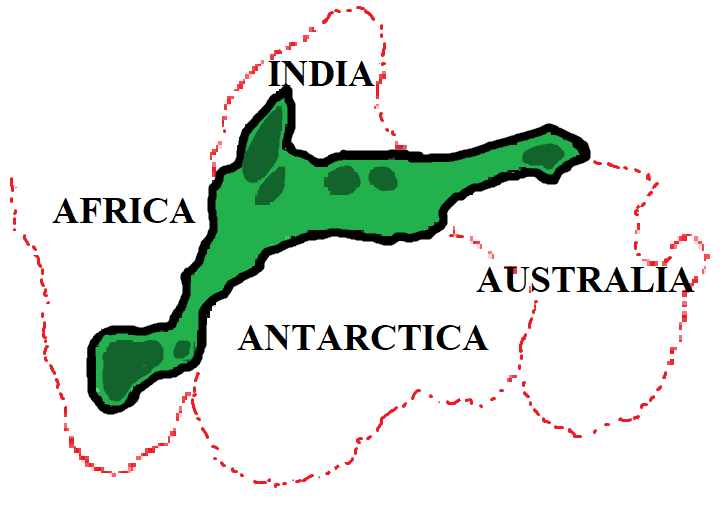
Hypothetische Paläogeographie vom Kontinent Ur
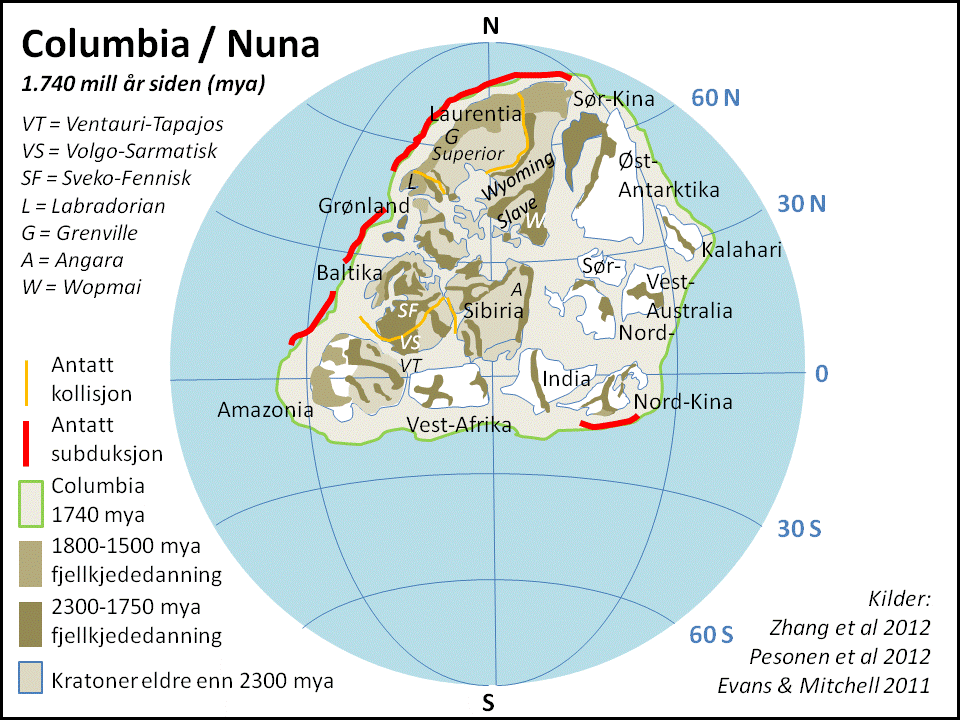
Rekonstruktion des Superkontinents Columbias um 1740 mya
Rekonstruktion von Columbia um 1590 mya

Die ältesten Krustenblöcke des indischen Subkontinents waren archaischen Bestandteile des ersten hypothetischen Kontinents Ur. Dieser formierte sich vor etwa drei Milliarden Jahren. Die indischen Dharwar-, Singhbhum- und Bastar-Kratone nahmen darin eine zentrale Position ein und werden zum South Indian Block zusammenfasst. Verbunden war dieser Block mit dem südwestaustralischen Yilgarn-Kraton und dem ostantarktischen Napier-Komplex sowie südafrikanischen Kratonen. Die indischen Kratone mit dem Yilgarn-Kraton und dem Napier-Komplex bildeten einen zusammenhängenden Megakraton, South Indian-Westaustralia (SIWA) genannt. Als dieser Megakraton ab 2400 mya zerbrach wurde möglicherweise der Yilgarn-Kraton zuerst vom SIWA getrennt, gefolgt vom Napier-Komplex. Der Yilgarn-Kraton und der South Indian Block bewegten sich nach Norden. Der Yilgarn-Kraton kollidierte mit dem nordwestaustralischen Pilbara-Kraton, wodurch das Capricorn Orogen entstand.
Der South Indian Block kollidierte ab 2250 mya mit dem Bundelkhand-Kraton des North Indian Blocks, wodurch die Central India Tectonic Zone gebildet wurde. Daraus resultierte ein zusammenhängender Lithosphärenblock, der India oder Greater India (Groß-Indien) genannt wurde. Groß-Indien kann als den Kontinentalblock definiert werden, der um die subduzierten Bereiche größer war als nach der Kollision mit der Eurasischen Platte (siehe auch → Groß-Indien). In diesem Zeitraum bildete sich auch Sri Lanka. Diese Prozesse können der frühen Formierungsphase des Superkontinents Columbia zugeordnet werden. In dessen paläogeographischer/geologischer Situation waren die archaischen Antogil- und Mesora-Kratone Bestandteil des westlichen Dharwar-Kratons. Dieser wird daher als Greater Dharwar Craton genannt. Columbia zerfiel ab 1600 mya, aus dessen Fragmente sich der neue Superkontinent Rodinia bildete.

## Tektonische Situationen von Rodinia bis Gondwana

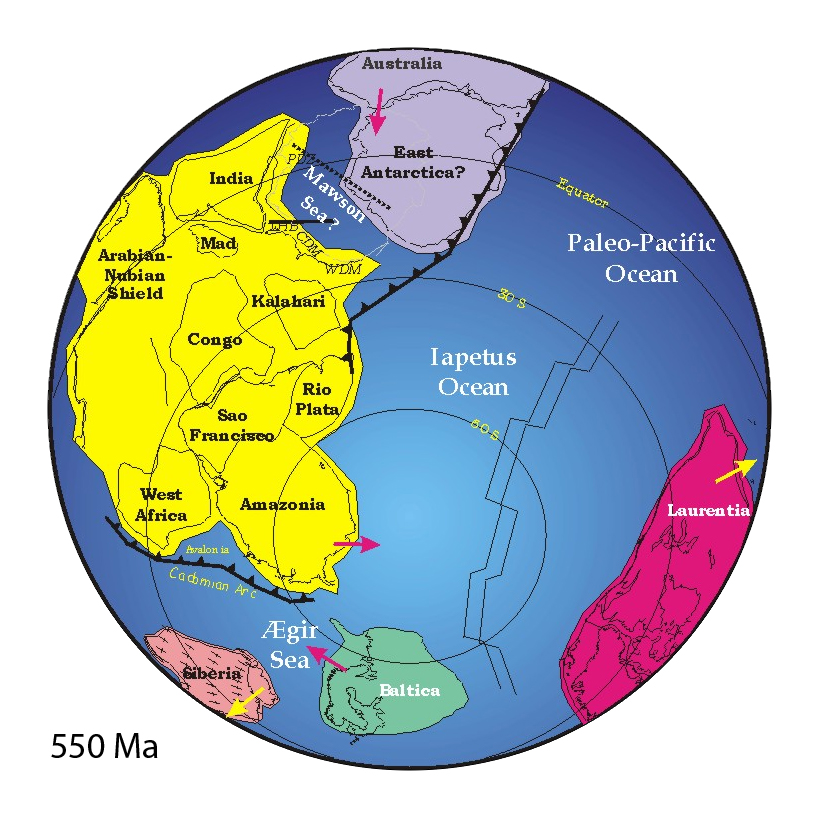
Lage der Kontinentalblöcke um 550 mya vor den Zusammenschluss zu Gondwana
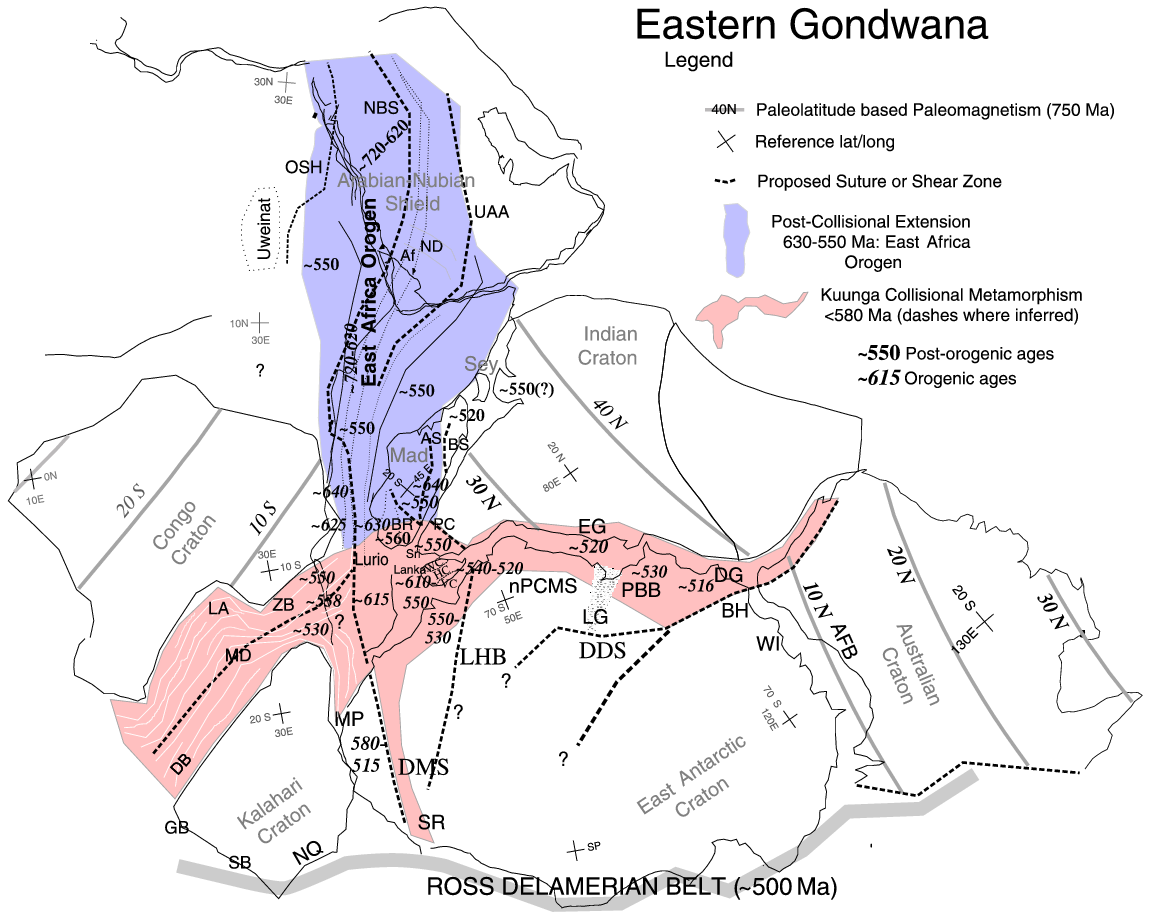
Lage von Ostgondwana mit Groß-Indien am südöstlichen Rand des Ostafrikanischen Orogens

Rodinia hatte sich zwischen 1300 und 900 mya formiert. Darin waren die indischen Ostghats tektonisch mit der ostantarktischen Rayner-Provinz (siehe auch → Rayner-Provinz) sowie mit dem australischen Albany-Fraser-Orogen und dem ostantarktischen Pinjarra-Orogen verbunden (siehe auch → Zusammenschluss Proto-Indien, Proto-Ostantarktis und Proto-Australien). Um 825 mya setzte der Zerfall Rodinias ein, und um 780 mya hatte sich der indische Kontinentalblock Groß-Indien infolge Superplume-Ereignissen wieder von den übrigen Kontinentalblöcken Rodinias separiert. Ab 750 mya bildeten sich vor dem westlichen Rand des indischen Kontinentalblocks die Seychellen.
In der weiteren tektonischen Entwicklung kollidierte Groß-Indien zwischen 650 und 520 mya mit dem Mosambik-Gürtel des Ostafrikanischen Orogens. Dadurch wurde Groß-Indien Bestandteil des Großkontinents Gondwana, insbesondere Ostgondwana. Darin nimmt Groß-Indien zwischen Australien, Ostantarktika und Ostafrika eine geographische und geologische Schlüsselstellung ein.

## Separierungprozesse

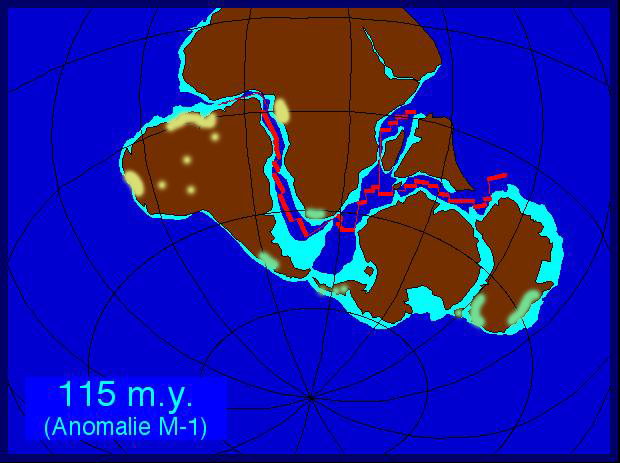
Karte Gondwanas während der frühen Kreide
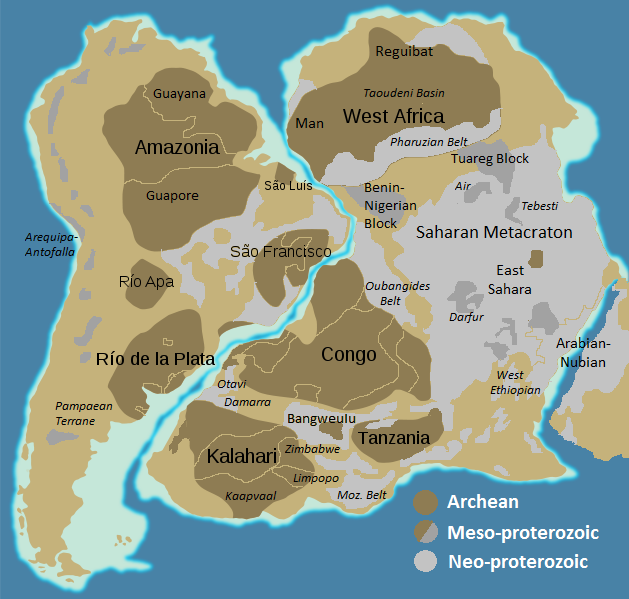
Karte Westgondwanas mit afrikanischen und südamerikanischen Kratonen und Orogenen
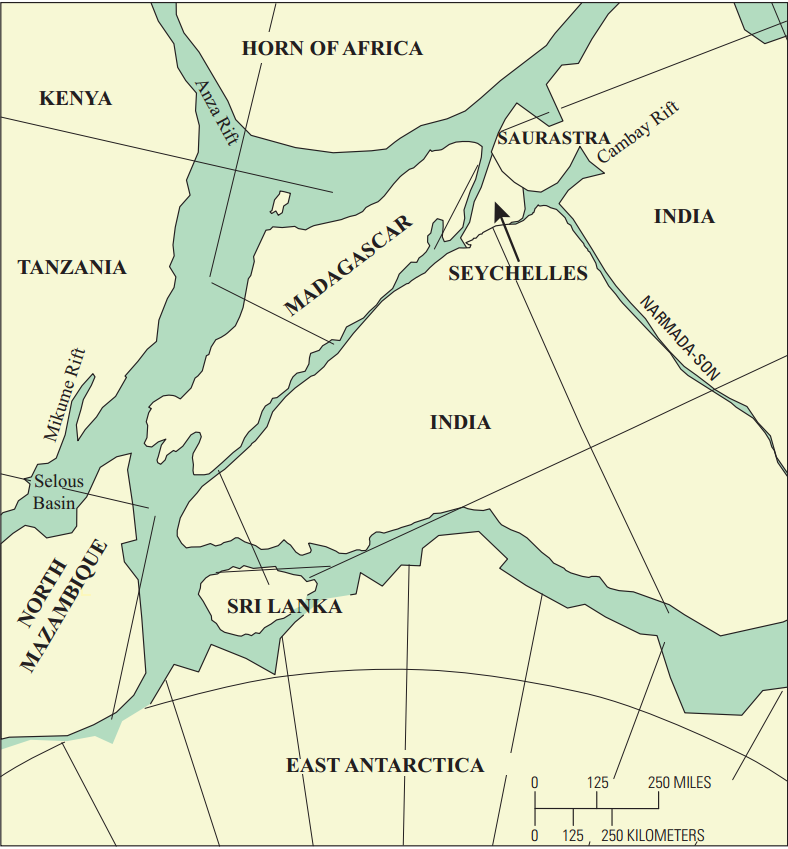
Beginnende Separierung Groß-Indiens in der frühen Jura
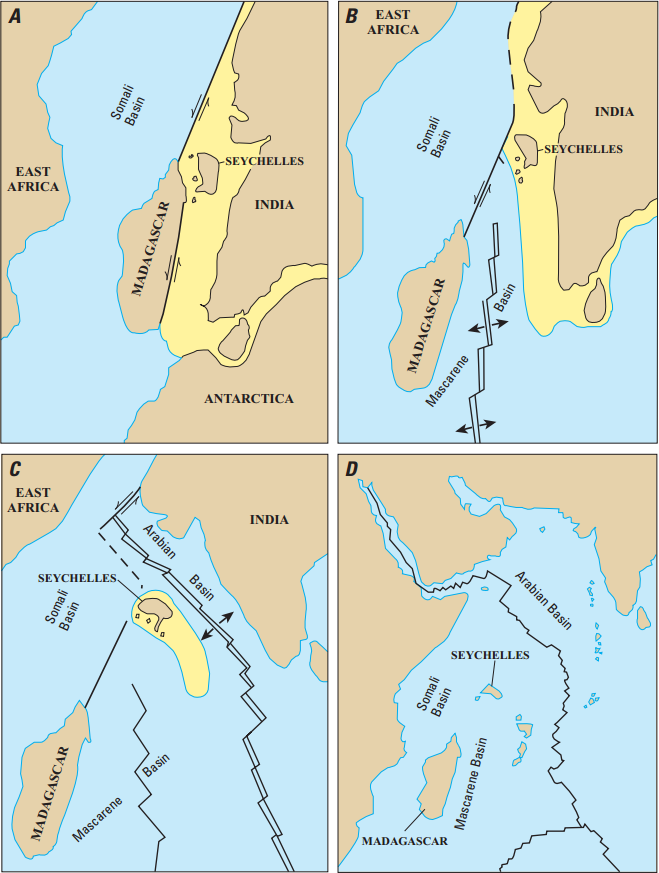
Trennung Groß-Indiens von Ostafrika in der frühen Kreide (A), späten Kreide (B), im Paläozän (C) und heutige Situation (D)

Gondwana begann sich während des Mesozoikums aufzulösen. Bis dahin war dieser Großkontinent der südliche Teil des Superkontinents Pangaea und war durch die Tethys vom nördlich liegenden Kontinent Laurasia getrennt. Die Separierung und die Kontinentaldrift von Groß-Indien vollzog sich in mehreren tektonischen Phasen. Ozeanbodenspreizungen zwischen Ostmadagaskar und dem Ostafrikanischen Orogen traten von 165 bis 144 mya auf. Damit war auch die Trennung Westgondwana von Ostgondwana eingeleitet. Die Trennung Groß-Indien von Ostantarktika erfolgte zwischen 132 und 124 mya mit Ozeanbodenspreizungen zwischen den indischen Ostghats und der ostantarktischen Rayner-Provinz. Zeitäquivalent erfolgte auch die Trennung Groß-Indiens von Australien. Madagaskar separierte sich von 90 bis 87 mya und verblieb nahe Ostafrika. Beide sind seitdem durch die Straße von Mosambik als Teil des heutigen Indischen Ozeans getrennt. Die nördlich liegenden Seychellen trennten sich zwischen 68 und 61 mya von Madagaskar und Groß-Indien. Zwischen Groß-Indien und Australien bildeten sich Ozeanbodenspreizungen um 83 mya aus. Die jeweiligen Ozeanbodenspreizungen führten zu neuen Lithosphärenplattengrenzen und Bildung des Indischen Ozeans mit der Indischen Platte und dem Kontinentalblock Groß-Indien.

## Kontinentaldrift

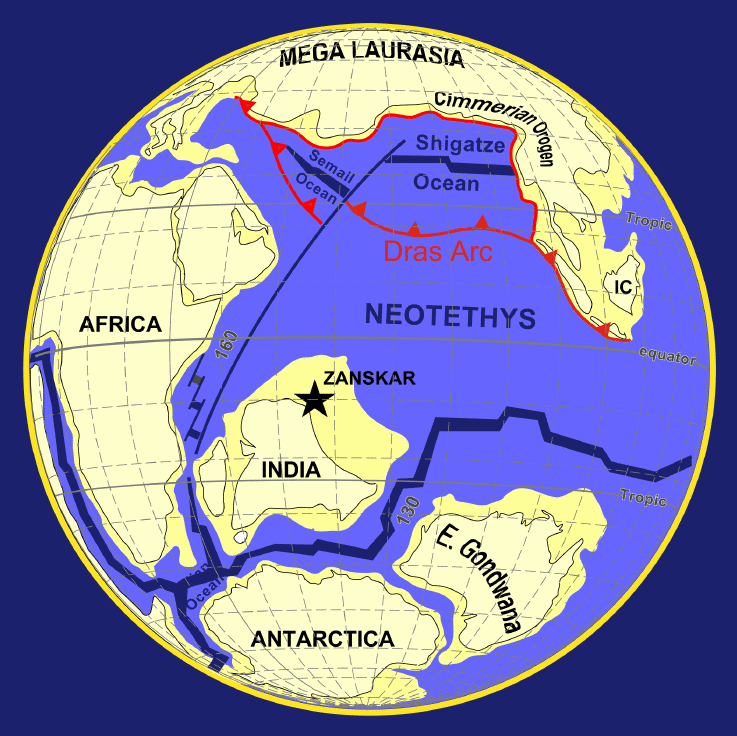
Plattentektonsiche Situation um 100 mya vor der Trennung Groß-Indiens von Ostmadagaskar
Kontinentaldrift von Groß-Indien
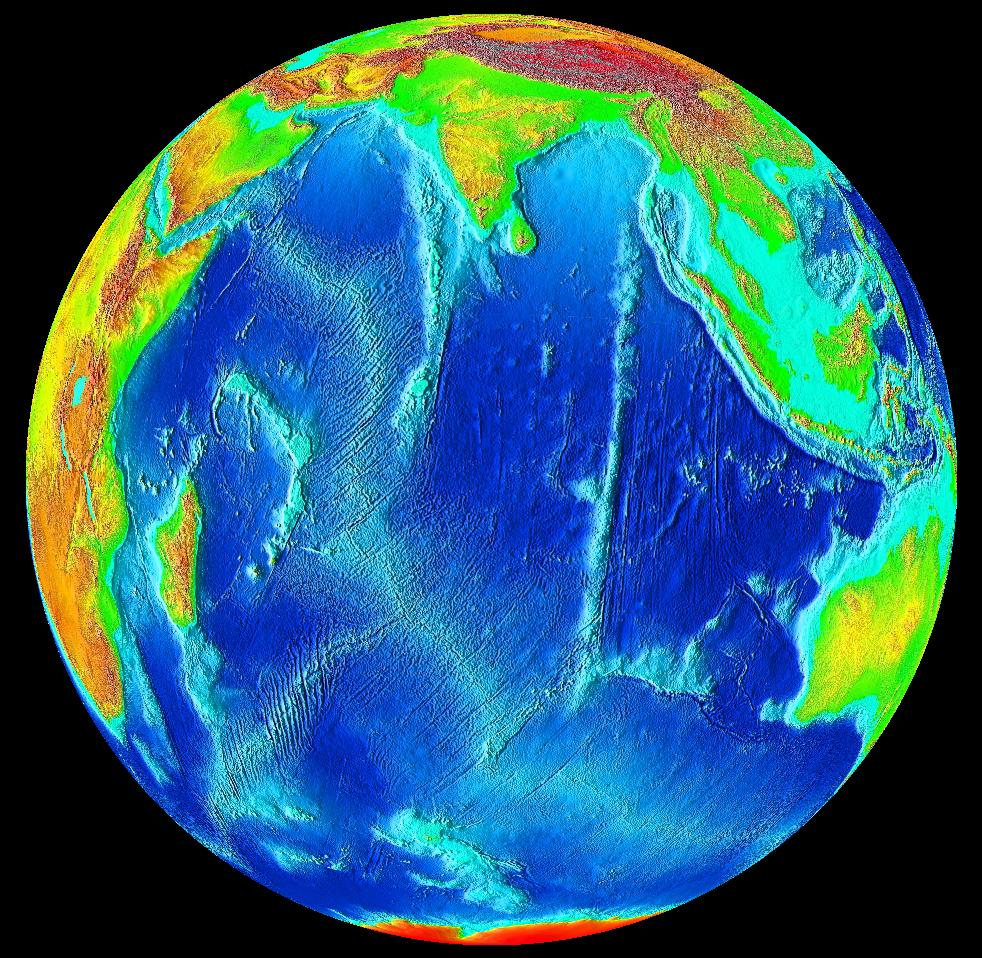
Bathymetrische Karte des Indischen Ozeans mit Mittelozeanischen Spreizungsrücken und kreuzenden aseismischen Strukturen
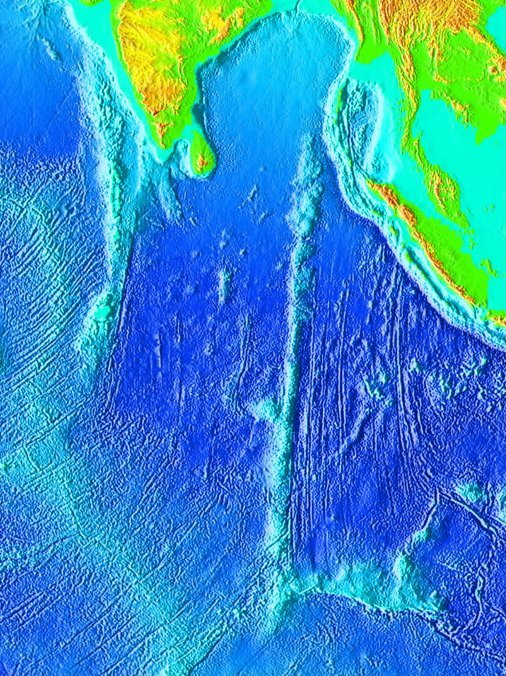
Verlauf des Neunzig-Grad-Ost-Rückens oben links und des Chagos–Lakkadiven-Rückens mittig rechts

Nachdem sich Groß-Indien um etwa 90 mya von Ostmadagaskar getrennt hatte, driftete es anfangs mit der ethysischen Platte in der geologisch hohen Geschwindigkeit von bis zu 20 cm im Jahr nach Nordosten. Während dieser Kontinentaldrift bildeten sich verschiedene Strukturen auf dem Ozeanboden, die noch heute sichtbar sind. Anhand dieser lässt sich die Wanderung von Groß-Indien nachvollziehen. Markant sind der Neunzig-Grad-Ost-Rücken (Ninety East Ridge) und der Chagos–Lakkadiven-Rücken (Chagos–Laccadive Ridge). Der Neunzig-Grad-Ost-Rücken ist ein etwa 5500 km langer, in Nord-Süd-Richtung verlaufender, unterseeischer Vulkanrücken im östlichen Indischen Ozean, der sich durch Magmatismus des Kerguelen-Mantelplume bildete, als die Indische Platte während der späten Kreidezeit über diesen driftete. Der Chagos–Lakkadiven-Rücken entstand während der Trennung Groß-Indiens von den Seychellen, wodurch der vulkanische Rücken, bestehend aus den Lakkadiven, den Malediven und dem Chagos-Archipels mit der Great Chagos Bank gebildet wurde. Ursächlich war der Réunion-Mantelplume.
Der Indische Subkontinent bewegt sich heute immer noch mit bis zu 5 cm nordostwärts.

## Erste Kollionsphase

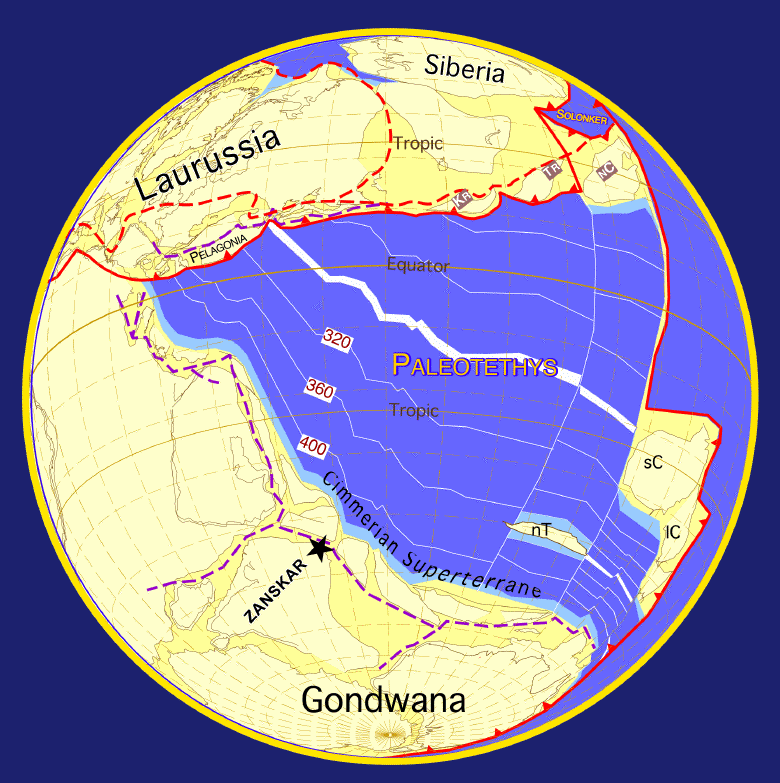
Palaeotethys um 290 mya
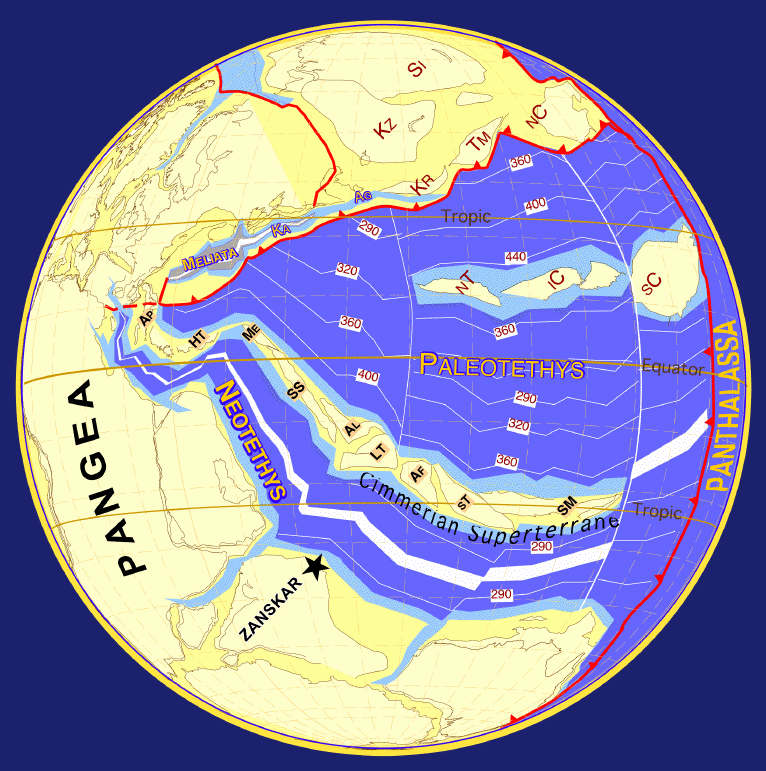
Palaeotethys und Neotethys um 249 mya
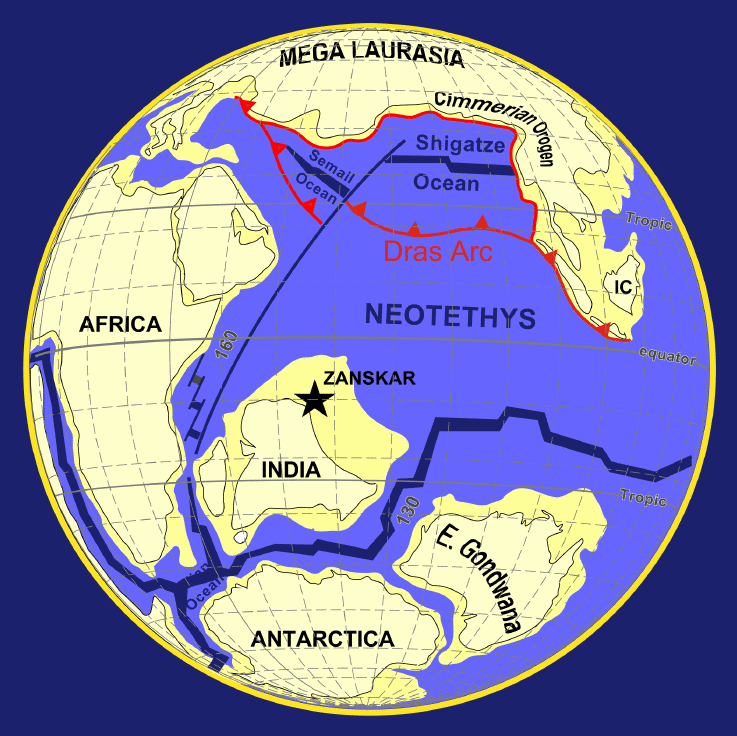
Plattentektonische Situation 100 mya nach der Separierung Groß-Indiens von Ostantarktika, Australien und Afrika
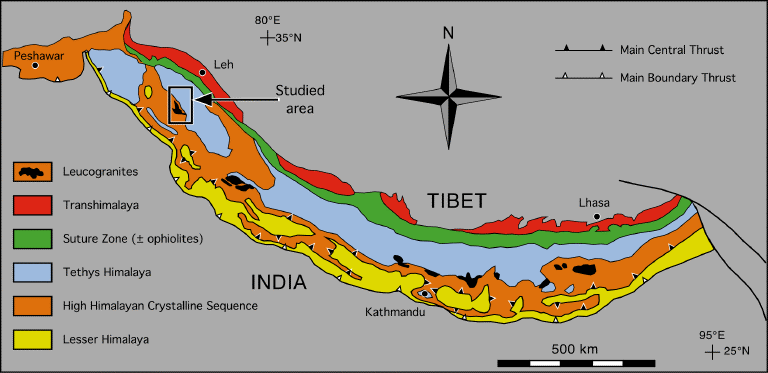
Geologisch-tektonische Karte vom Himalaya mit dem grün markierten Verlauf der Indus-Yarlung suture zone
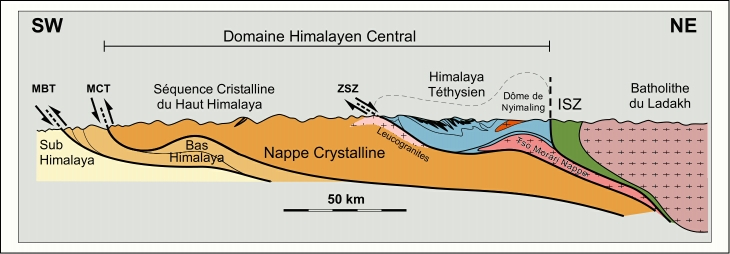
Vereinfachter Querschnitt des nordwestlichen Himalayas mit der Indus-Yarlung suture zone (ISZ), grün markiert
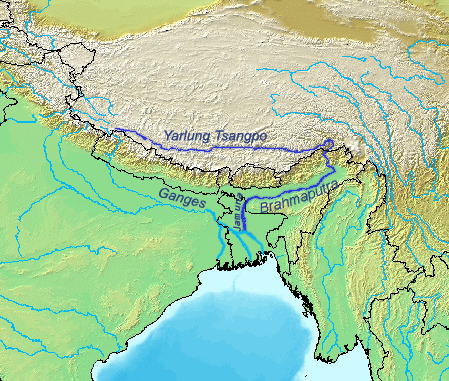
Verlauf des Yarlung Tsangpo

Die erste Kollisionsphase ist gekennzeichnet durch die Kollision von ozeanischer Erdkruste, Zuerst entstand in der Palaeotethys das Lhasa-Terran. Dieses Terran war einst ein Mikrokontinent mit einem archaischen bis proterozoischen Kern, das vor der Kollision der tethysischen und der laurasischen Platte an die anderen bereits bestehenden Terrane im heutigen Hochland von Tibet andockte. Während des späten Präkambriums entstand am nördlichen passiven Rand von Gondwana, das noch der südliche Teil von Pangaea, war ein Becken in der gedehnten Lithosphäre. Dieses Becken wird Tethys-Becken (Tethyan Basin) genannt. Im ausgehenden Kambrium setzte eine orogene Phase ein mit Ablagerung einer über 10 Kilometer mächtigen marinen sedimentären Sequenz. Diese besteht im Wesentlichen aus Siliziklastika und Calciumcarbonaten, deren Bildungen bis zum mittleren Perm und zur mittleren Trias andauerten. In letzteren Zeiträumen begann sich die Neotethys auszubreiten. An der Grenze vom Jura zur Kreide setzten Hebungsvorgänge ein dem Beginn einer vulkanischen Phase. Diese Prozesse fanden ihren Abschluss in der Subduktion der Neotethys unter das Lhasa-Terran und der frühen Kollisionsphase von kontinentaler Erdkruste der tethysischen und der laurasischen Platten. Zusammen bilden sie den Tethys-Himalaya, der sich über etwa 1500 km vom heutigen NW-Indien bis nach Nepal und Südtibet erstreckt. Er bildet heute eine bedeutende geologisch-tektonische Einheit im Himalaya und stellt den deformierten Überrest des nördlichen Kontinentalrandes vom heutigen indischen Subkontinent dar.
Zwischen dem Lhasa-Terran und dem Tethys-Himalaya verläuft die Indus-Yarlung suture zone, auch Indus-Yarlung Tsangpo suture genannt. Diese Geosutur erhielt ihren Namen nach dem Yarlung Tsangpo und dem Indus, die heute beide annähernd auf der Kollisionsfront fließen. Sie verläuft über etwa 2000 km im südtibetischen Hochland in einer ungefähren Ost-West-Richtung und entstand während der nordwärts gerichteten Subduktion der neotethysichen Ozeanplatte unter das tibetische Lhasa-Terran. Südlich der Nahtstelle liegen die metamorph überprägten Sedimentgestein des Himalayas, die von der subduzierten kontinentalen indischen Kruste und der Mantellithosphäre abgeschabt und während der Kollision nach Süden über die verbliebene indische Kruste geschoben wurde. Diese bilden u. a. den Niedrigen Himalaya (Lesser Himalaya).

## Zweite Kollionsphase
Die zweite Kollionsphase erfolgte zwischen den dickeren kontinentalen Erdkruste der indischen und eurasischen Platten. Der Kollisionsbeginn wird mit dem Verschwinden der ozeanischen Erdkruste der Neo-Tethys, Anzeichen dafür sind die jüngsten ozeanischen Ophiolithfragmente mit Alter zwischen 70 und 65 mya. Diese obduzierten auf den südlichen Rand des Lhasa-Terrans bzw. der Indus-Yarlung suture zone. Der erste Kontakt zwischen den indischen und asiatischen kontinentalen Krusten wird anhand von Ultrahochdruckgesteinen und -metamorphosen im nordwestlichen Himalaya auf 57 bis 53 mya angegeben. Die Hauptphase der Plattenkollision dauerte bis zum Miozän von etwa 15 bis 10 mya. Die Driftgeschwindigkeit hatte sich deutlich auf etwa 8 cm im Jahr verringert.
Anhand von marinen magnetischen Anomalien wurde die Annäherung (Konvergenz) der indischen Platte ab dem Kollisionsbeginn für den westlichen Himalaya-Bereich auf 2800 bis 2400 km und für den östlichen Himalaya-Bereich auf 3600 bis 3400 km ermittelt. Aus tektonisch-geologischen Untersuchungen im Himalayas und der asiatischen Platte ergab sich demgegenüber eine Verkürzung der oberen asiatischen Kruste von 1150 bis 1050 km im Westen und 2350 bis 2250 km im Osten. Die Diskrepanz kann durch die Subduktion von großen Bereichen kontinentaler und ozeanischer indischer Lithosphäre erklärt werden. Die Kollision der indischen kontinentalen Lithosphäre fällt zusammen mit der raschen Exhumierung der Kristallinkomplexe des Hohen Himayalas (Higher Himalaya) und könnte auch mit der Intensivierung des asiatischen Monsunsystems zusammenhängen. Die Kollision der beiden Platten spiegelt sich auch in den Überresten der subduzierten Unterplatte (Slab) im tiefen Erdmantel wider, die mit seismischer Tomographie abgebildet wurde.

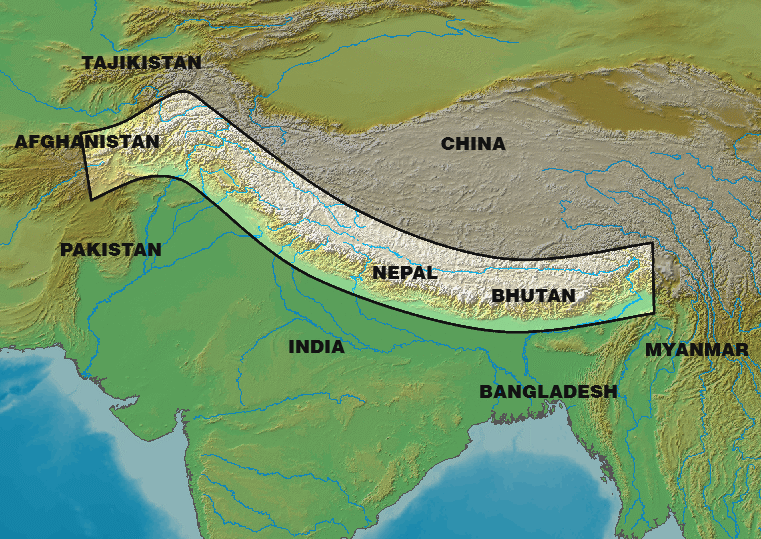
Verlauf des Himalayas einschließlich des westlich anschließenden Hindukusch
Aufnahme des Himalayas aus dem Weltraum

Während der zweiten Kollionsphase entwickelte sich südlich vom Tethys-Himalaya der Hohe Himalaya, an den sich der Niedrige (Lesser) Himalaya anschließt. An diesen sedimentierte südwärts der schmale Sub‐Himalaya, bzw. die Siwaliks. Die einzelnen Zonen werden durch Überschiebungen voneinander getrennt. Die bekanntesten sind der Main Boundary Thrust und der der Main Frontal Thrust. Ersterer bildet die Grenze zwischen dem Tethys und dem Großen Himalaya, letztere die südlichste Grenze des Himalayas. (siehe auch Geologie des Himalayas).

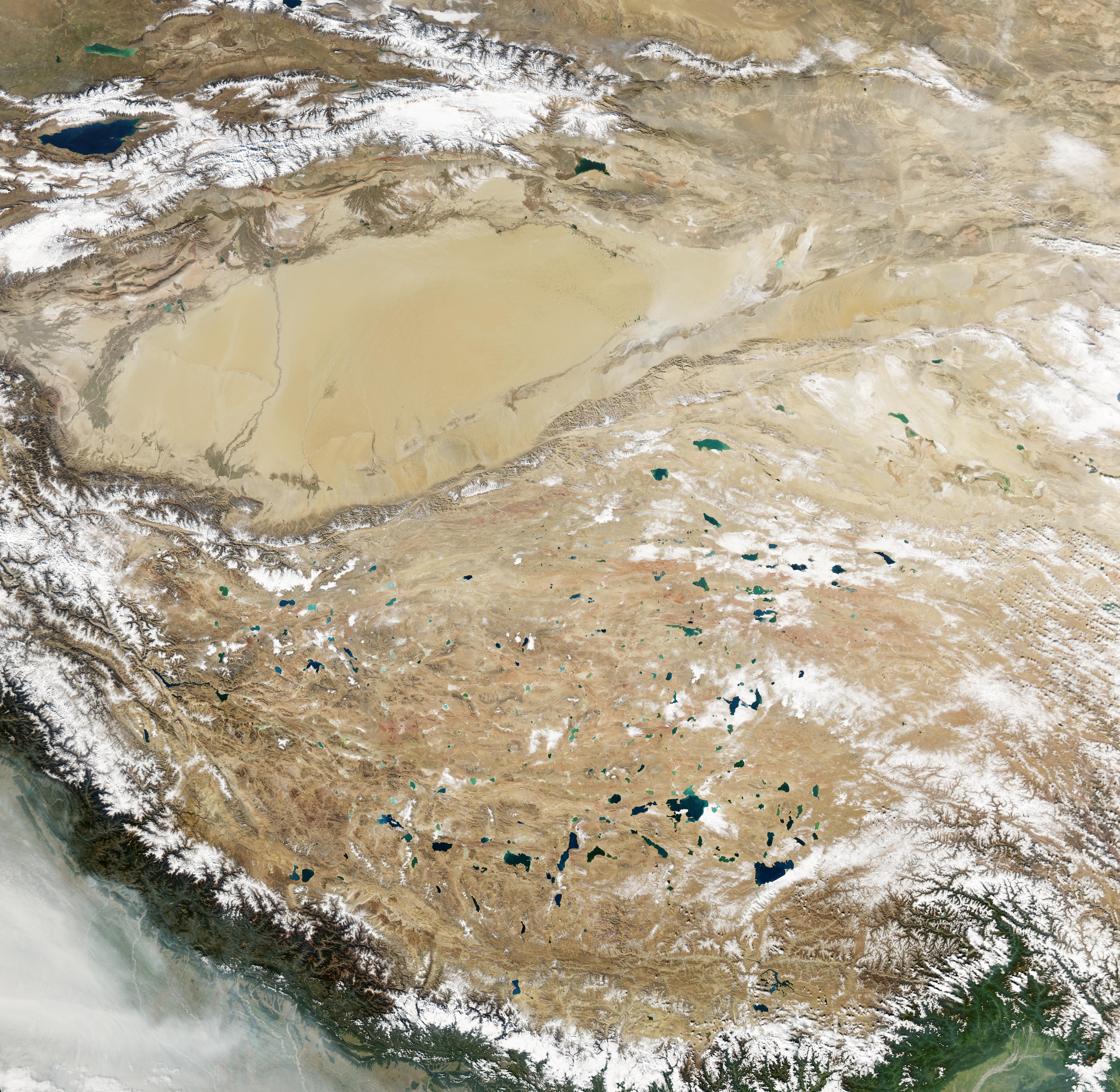
Satellitenaufnahme vom Hochland von Tibet
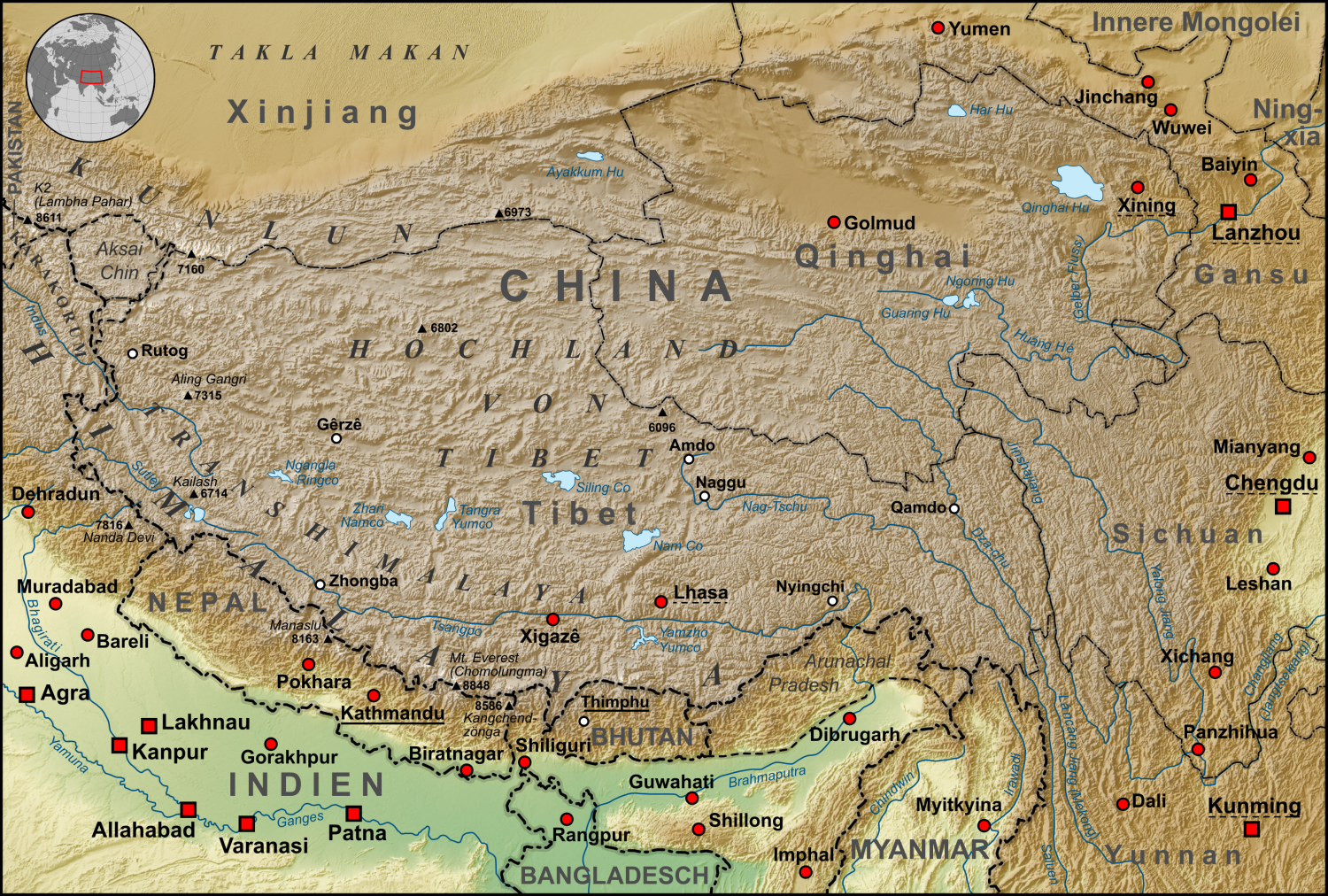
Topographische Karte vom Hochland von Tibet
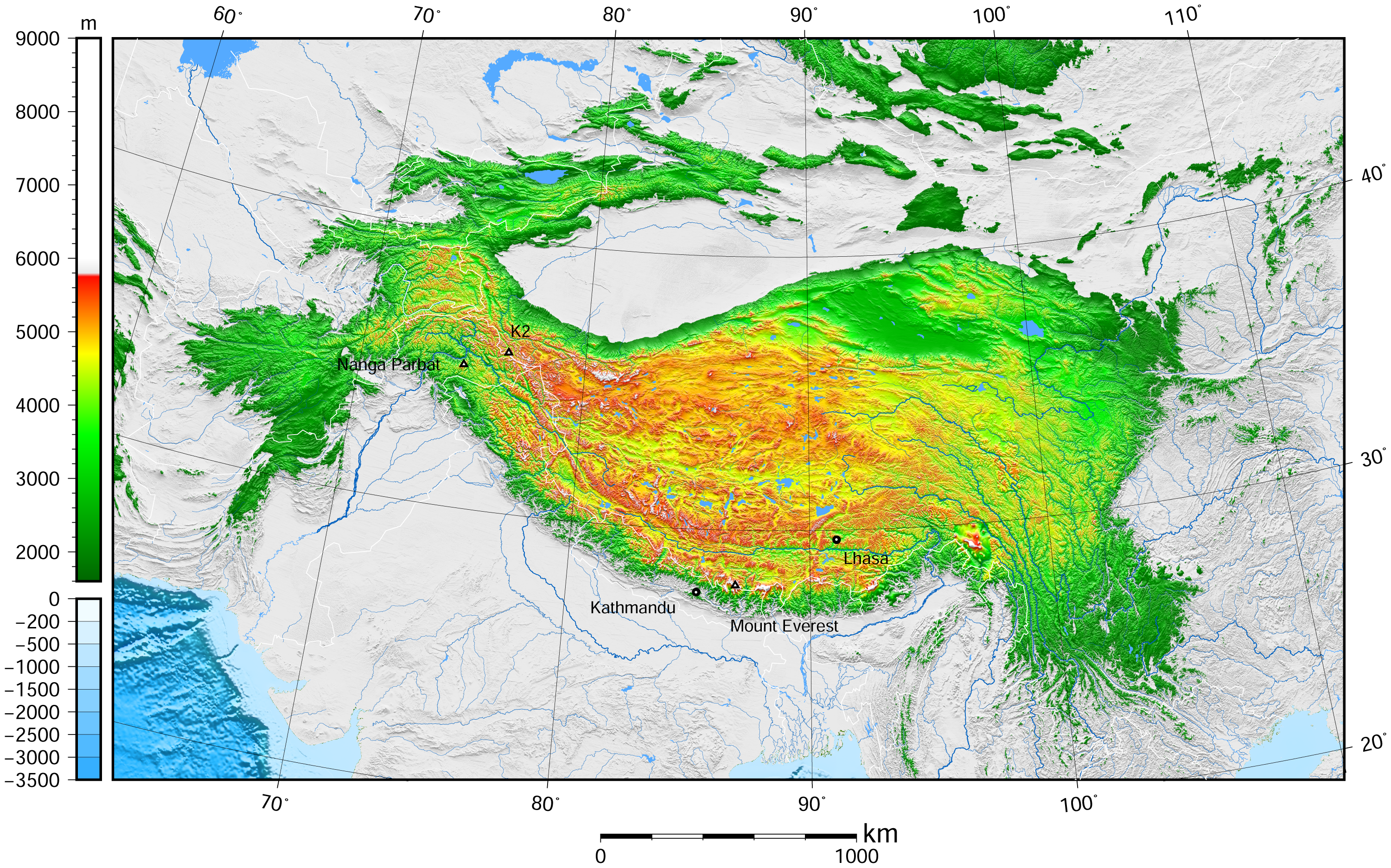
Höhenkarte vom tibetischen Hochland mit angrenzenden Bereichen
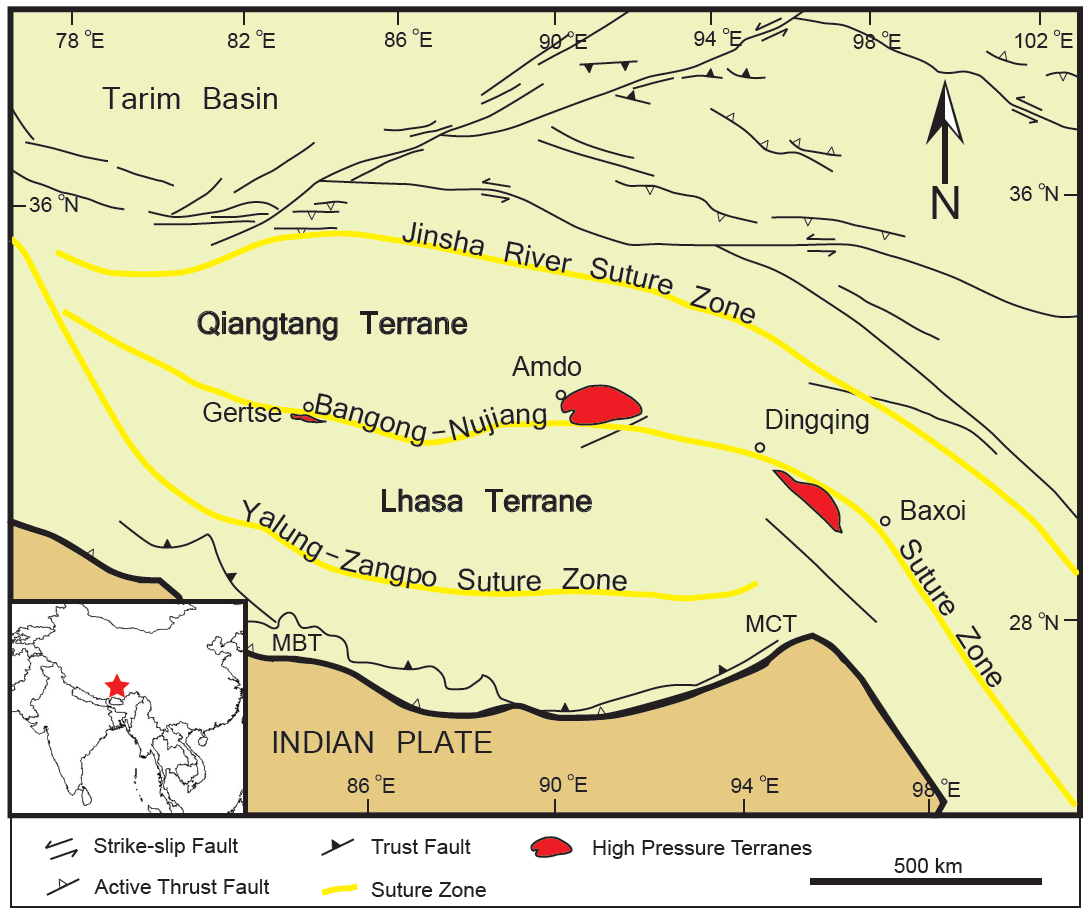
Tibetisches Hochland mit einigen Terranen und der Indus-Yarlung suture zone

Eine weitere Folge der Kontinentalkollision war die Verdickung der Kruste und Anhebung des Hochlandes von Tibet, das auch Dach der Welt bezeichnet wird. Dieses ist ein Zusammenschluss von Kontinentalfragmenten, die während des Paläozoikums und Mesozoikums nacheinander der laurasischen Platte hinzugefügt wurden. Paläomagnetische Daten deuten darauf hin, dass sich diese Fragmente während des Paläozoikums in südlichen Breitengraden befanden. Die Nahtstellen zwischen diesen Mikroplatten sind durch verstreute Vorkommen von ophiolitischem Material gekennzeichnet, das während Akkretionen zwischen den Krustenblöcken eingeschlossen wurde. Von Norden nach Süden sind die wichtigsten tibetischen Krustenblöcke die Kunlun-, Songban-Ganzi-, Qiangtang- und Lhasa-Terrane. Mit Ausnahme des Songban-Ganzi-Komplexes handelt es sich bei allen um echte kontinentale Fragmente, die von einem alten präkambrischen Grundgebirge unterlagert werden. Die Hebung des Plateaus begann im frühen Miozän, und es erreichte seine heutige Höhe über 5 km wahrscheinlich um 8 mya. Die kontinentale Kruste ist etwa 65 km dick, im Vergleich zu den üblichen Mächtigkeiten von etwa 30 km.

## Plattengrenzen nach der Kollision

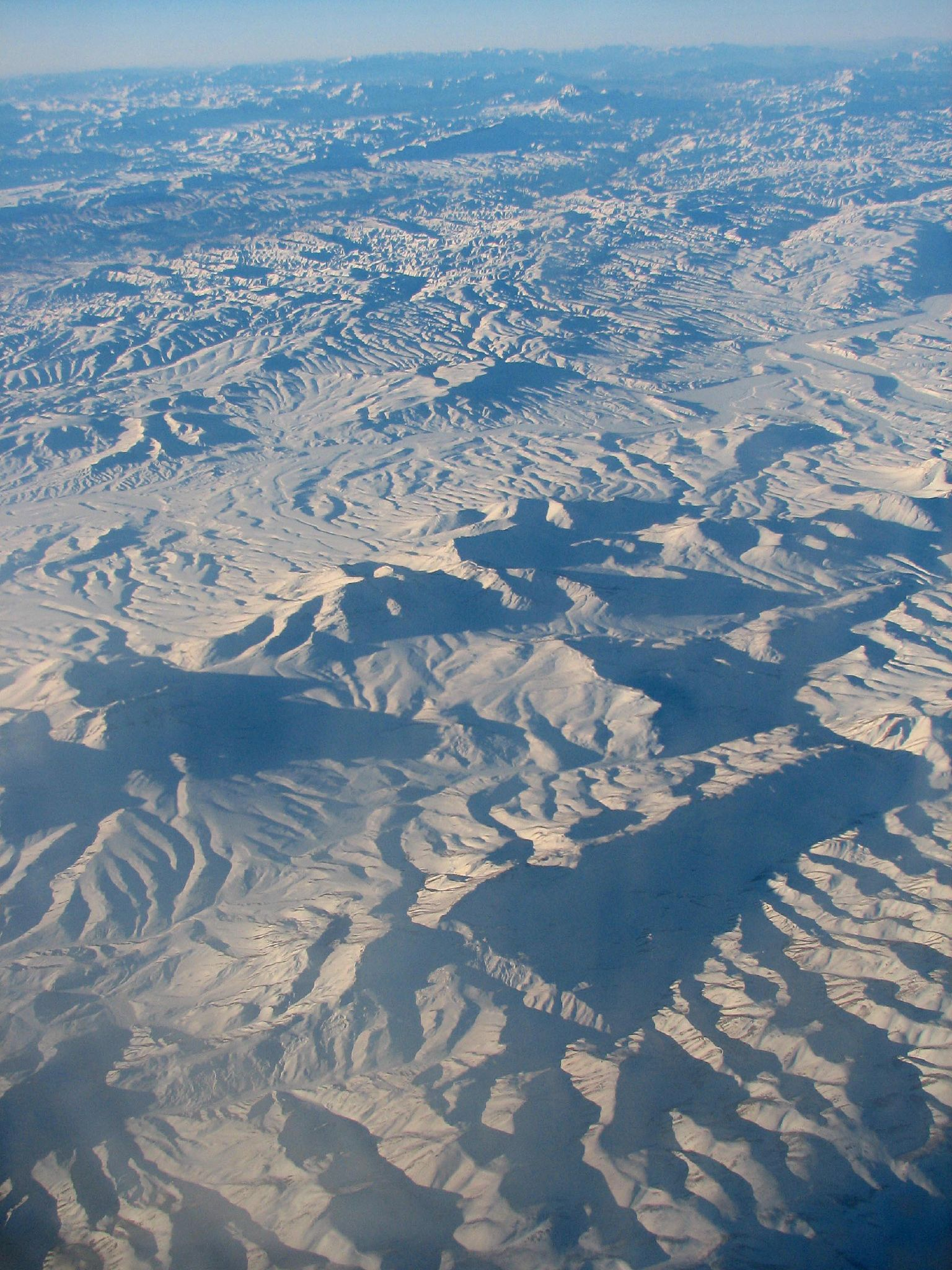
Zentraler Abschnitt vom Makran-Akkretionskeil im Iran und in Pakistan
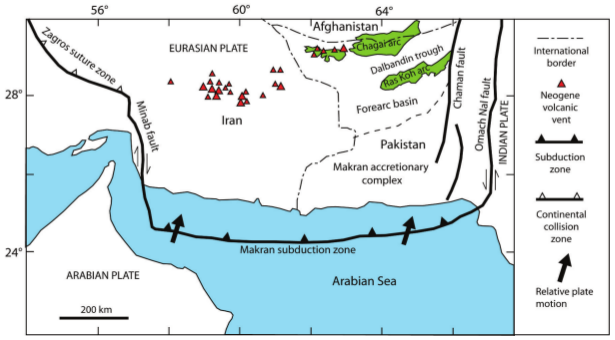
Verlauf des Makran Trench
Lage des Sulaiman-Gebirgszugs im nordwestlichen Pakistan und südlichen Afghanistan
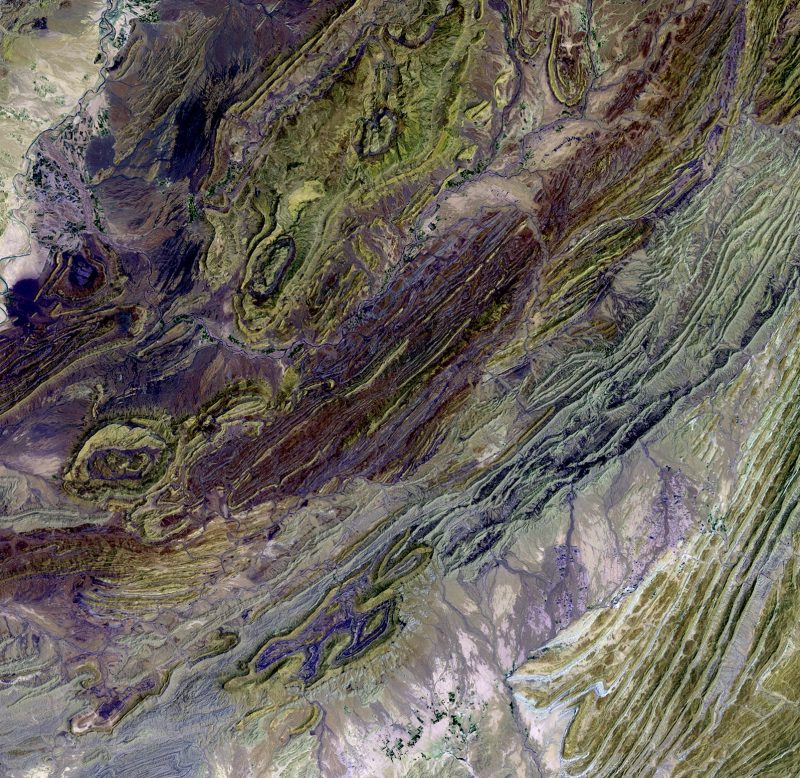
Satellitenaufnahme von Teilen des Sulaiman-Gebirgszugs
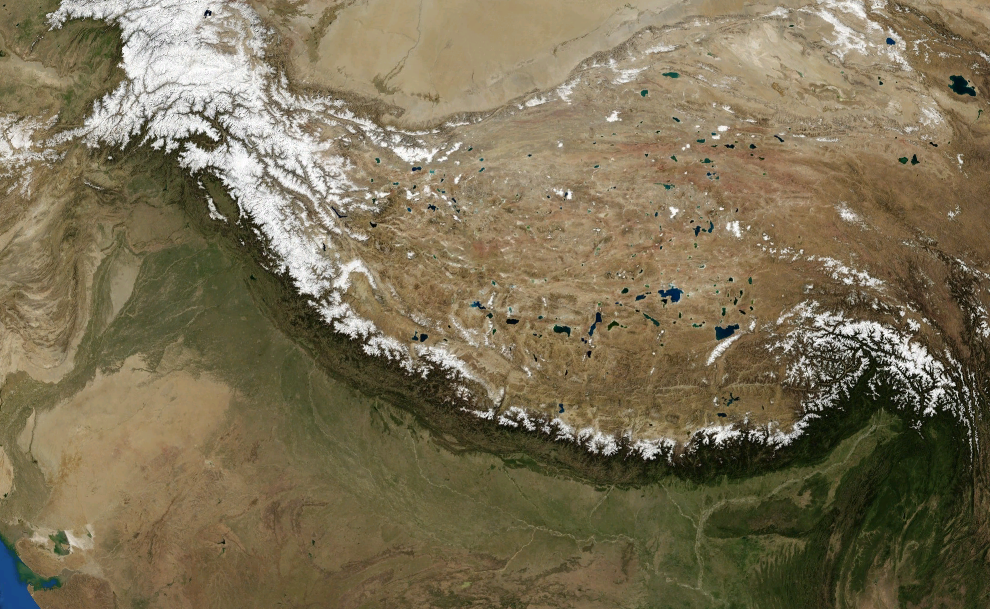
Satellitenaufnahme des Himalayas mit der schneebedeckten Hauptfrontalüberschiebung (Main Frontal Thrust)
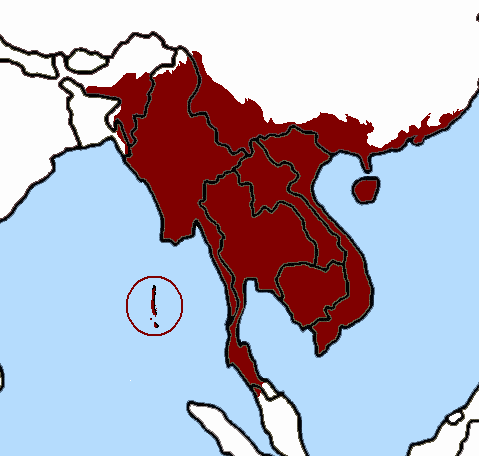
Karte des Indo-Burman-Gebirgszuges

Die kontinentale indisch-asiatische Plattengrenze nach der Kollision wird definiert als die nördlichste Grenze der Indischen Platte mit dem deformierten südlichen Teil der Eurasischen Platte. Sie verläuft im Westen südlich des Makran-Akkretionskeils im südlichen Iran und westlichen Pakistan. Dieser Akkretionskeil bildete sich an der Subduktionszone der Makran-Tiefseerinne (Makran Trench). Von dieser Kollisionszone verläuft die kontinentale Plattengrenze weiter entlang der Frontalüberschiebung des Sulaiman-Gebirgszugs im westlichen Pakistan und südlichen Afghanistan zur Hauptfrontalüberschiebung (Main Frontal Thrust) des Himalayas bis zur westlichen Subduktionszone an der kleinen Burmaplatte mit dem Indo-Burman-Gebirgszug.

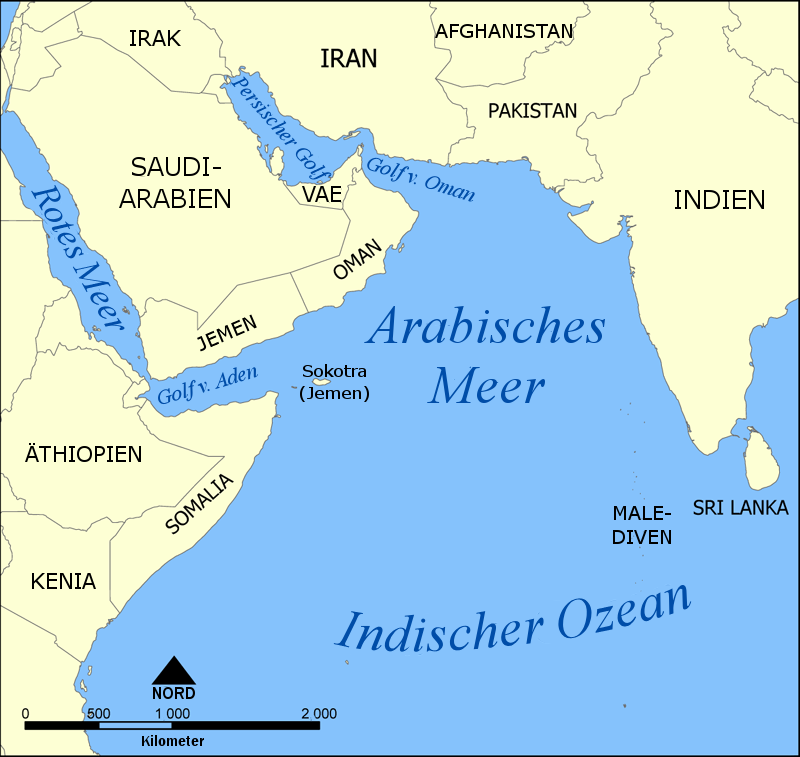
Lage des Arabischen Meeres
Lage vom Golf von Bengalen
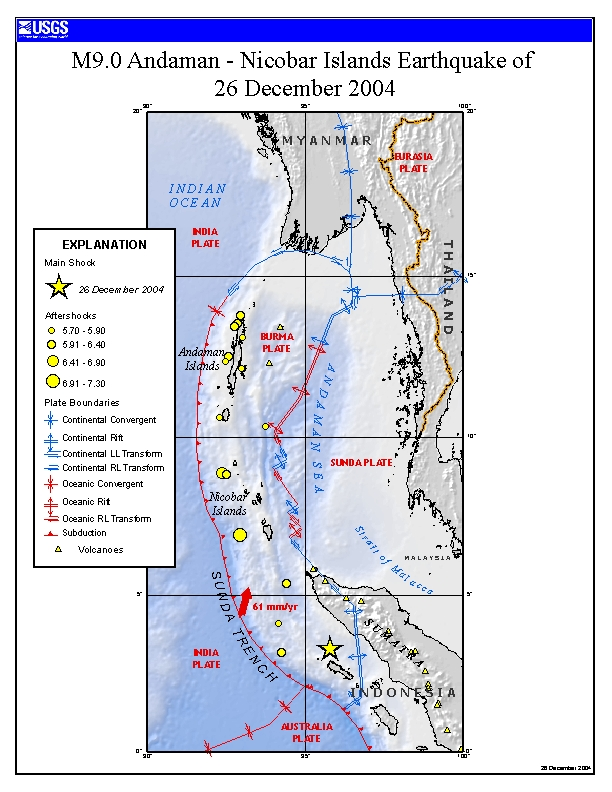
Burmaplatte mit dem Sundagraben
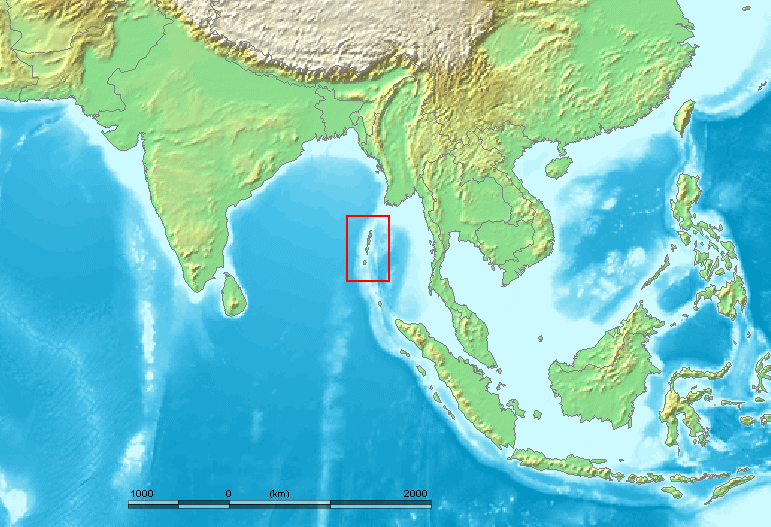
Lage der Andamanen am Sundagraben

Die ozeanischen Grenzen des indischen Subkontinents sind das westlich liegende Arabische Meer und der östlich angrenzende Golf von Bengalen. Beide sind Randmeere des Indischen Ozeans, der den indischen Subkontinent im Süden umfasst. Südöstlich vom Golf von Bengalen triff dieser auf den Sundagraben, der die Subduktionszone zur Burmaplatte darstellt. Auf dieser liegen u. a. die Nikobaren und die Andamanen.